# Kšištof Lavrinovič
Krzysztof Ławrynowicz (Engleski: Krzysztof Ławrynowicz; Vilnius/Wilno, 11. studenog 1979.) je litvansko-poljski profesionalni košarkaš. Igra na poziciji krilnog centra, a trenutačno je član Montepaschi Siene.
Ima brata blizanca Dariusza Ławrynowicza, s kojim je skupa igrao u UNIKS Kazanu, a sada igraju zajedno u Litvanskoj reprezentaciji. S reprezentacijom je na Europskom prvenstvu u Španjolskoj 2007. osvojio brončanu medalju. 

## Privatnost
- Oženjen je Tatjanom Sidorčuk, izabranom za Miss Rusije 2004.